# Smelowskia heishuiensis
Smelowskia heishuiensis là một loài thực vật có hoa trong họ Cải. Loài này được (W.T. Wang) Al-Shehbaz & Warwick mô tả khoa học đầu tiên năm 2006.